# 盧卡徹凱艾 (亞利桑那州)
盧卡徹凱艾（英語：Lukachukai）是位於美國亞利桑那州阿帕契縣的一個人口普查指定地區。根據2010年美國人口普查，該地人口為1701人，而該地的面積約為57.03平方千米。

## 地理
盧卡徹凱艾的座標為36°25′07″N 109°14′11″W / 36.41861°N 109.23639°W，而該地最高點為海拔高度2000米（即6550英尺）。